# Ams AG
ams（エーエムエス）は、オーストリア・シュタイアーマルク州に本拠を置く、高性能アナログ集積回路（IC）の設計及び製造をする企業である。コーポレート・ミッションは“Shaping the world with sensor solutions（センサーソリューションで世界を牽引）”である。
日本法人はamsジャパン株式会社。

## 概要
1981年、半導体業界への進出を試みたオーストリアの鉄鋼会社フォエスト・アルパイン（Voestalpine AG）と半導体メーカーであったアメリカンマイクロシステムズ（AMI Semiconductors）社によるジョイントベンチャーとして発足した。
amsの製品はモバイル通信・産業・医療機器や車載向けのセンサ、センサインターフェース、パワーマネージメントIC、ワイヤレスICである。また保有する200mmラインにおけるファンダリ事業も手がけている。20か国に2100人以上の従業員、主要R&D施設をオーストリアと光学センサ専門研究施設である米国テキサス州プラノに有しており、デザインセンターを世界19拠点に保有している。また、世界20ヶ所にセールスオフィスを展開している。
日本では1994年以降活動を開始し、日本支社は2000年に発足した。日本では主に車載、産業、医療機器、モバイル通信向けにセンサ、センサインターフェース、パワーマネージメントIC、ワイヤレスICを販売している。その他、2013年に東京大学と提携し、オーストリアの本社に学生を1年間派遣するインターンシップを開始した。

## 品質
amsはISO 9001、ISO 13485、ISO 14001、ISO/TS 16949を保有している。

## 沿革
- 1981年 - フォエスト・アルパインとアメリカンマイクロシステムズ社によるジョイントベンチャーとしてAmerican Micro Systems Inc. Austria GmbHが発足。オーストリアで初めての半導体製造工場が建設される。
- 1983年 - 100mm製造ラインが従業員300人で稼働する。
- 1987年 - フォエスト・アルパイン社が全株式を取得。社名をAmerican Micro Systeme Austria からAustria Micro Systeme に変更。
- 1998年 - NASAのディープ・スペース2号にamsとボーイング社が共同開発したチップが搭載される[2]。
- 2000年 - プライベート・エクイティ・ファンドパーミラ（Permira）によって株式を非公開化。これにともない社名をaustriamicrosystems AGに変更[3]。
- 2002年 - 200mmウエハー工場が本格的に稼働する。
- 2004年5月17日 - スイス証券取引所に再上場。
- 2006年 - フィリピンのテストセンターがオープンする
- 2011年 - 光センサー事業を行うTAOSを買収[4]。
- 2012年 - 新ブランドamsとしてaustriamicrosystems AGとTAOSの製品を統合[5]。新ブランド名「ams」発表、社名も変更。
- 2017年 - シンガポールに拠点を置く光センサーメーカーのHeptagonの買収完了[6]。
- 2017年 - 高性能センサやアナログソリューションのサプライヤーであるプリンストンオプトロニクスを買収[7]。
- 2020年 - ドイツに拠点を置く照明メーカーのオスラムの株式の69％を買収[8]。